# Алекса Рей
Алекса Рей (англ. Alexa Rae; нар. 10 грудня 1980, Атланта, Джорджія, США), справжнє ім'я — Мері Шарптон (Mary Sharpton)  — колишня американська порноакторка та модель, лауреатка премії AVN Awards.

## Біографія
Народилася 10 грудня 1980 року в Атланті. Навчалася в Атланті в католицькій школі Св. Пія. В юності була завзятою вершницею протягом 14 років і навіть брала участь у національних кінних змаганнях. Танцювала в клубі The Gold Club, використовуючи сценічне ім'я Fantasy.
Дебютувала в порно в 1998 році у фільмі Butt Sex 2 в сцені з анальним сексом з Дейвом Гардманом. Незабаром після укладення контракту з Wicked Pictures знялася в своїх найвідоміших фільмах: Crossroads (1999), Dream Quest (2000), Exhibitionist 2 (2000), Spellbound (2000), Gate (2001) і Porn-o-matic 2001 (2001).
Потім розірвала контракт і підписала неексклюзивний контракт з Digital Playground на 2002—2004 рр.
У 2005 році припинила зніматися в порнофільмах. Знялася в 137 фільмах.
Поза порно, з'явилася в кліпі на пісню Complicated групи Lo-Ball.

## Премії
- 2003 — AVN Awards: краща парна сцена, за Lex the Impaler 2 (разом з Лексінгтоном Стілом)[4]